# Brachysarthron
Brachysarthron är ett släkte av skalbaggar. Brachysarthron ingår i familjen långhorningar.
Kladogram enligt Catalogue of Life:
| Brachysarthron | \| \| Brachysarthron antennatum \| \| \| \| \| \| Brachysarthron bicoloripes \| \| \| \| \| \| Brachysarthron inerme \| \| \| \| |
|                | \| \| Brachysarthron antennatum \| \| \| \| \| \| Brachysarthron bicoloripes \| \| \| \| \| \| Brachysarthron inerme \| \| \| \| |
|                | Brachysarthron antennatum |
|                | |
|                | Brachysarthron bicoloripes |
|                | |
|                | Brachysarthron inerme |
|                | |